# Tiroteio em escola de Ijevsk
O tiroteio em escola de Ijevsk ocorreu em 26 de setembro de 2022, quando um atirador abriu fogo em uma escola em Ijevsk, Udmúrtia, no centro-oeste da Rússia, matando 17 pessoas e ferindo outras 24.

## Eventos
O tiroteio em massa ocorreu na Escola No. 88 (em russo: Школа № 88) em Ijevsk, Udmúrtia, Rússia. Armado com duas pistolas e um grande estoque de munição, o atirador entrou na escola. Vídeos do pós tiroteio foram postados pelo comitê de investigação, que inclui fotos do interior da escola e do corpo do atirador caído no chão, depois que ele se matou no rescaldo.

## Vítimas
O atirador matou 17 pessoas, 11 das quais eram crianças. As outras 4 vítimas foram 2 seguranças e 2 professores. 24 outras pessoas ficaram feridas, incluindo 22 crianças.

## Investigação

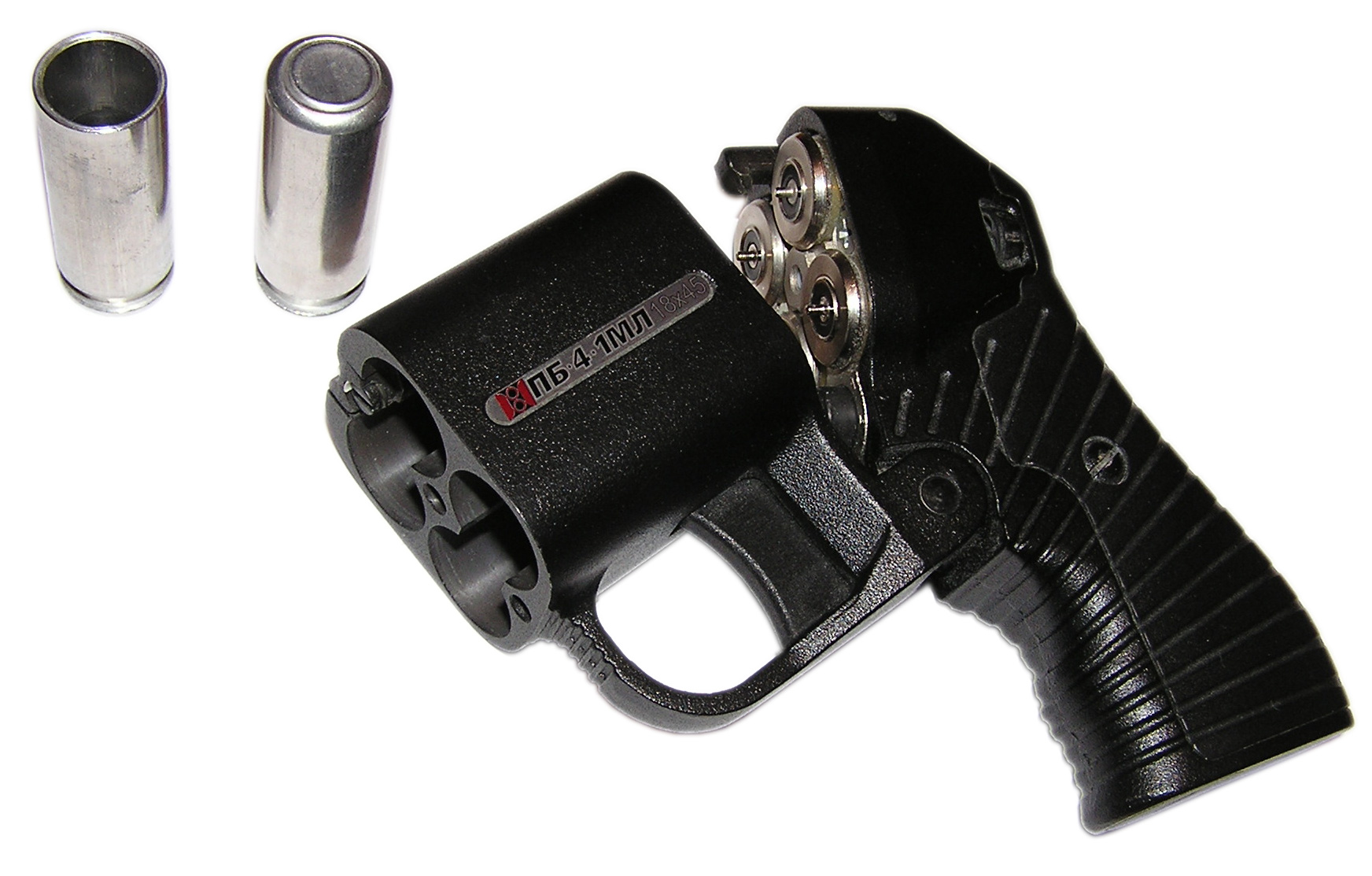
Uma assim chamada "pistola traumática". Podem disparar balas de borracha, uma pequena carga explosiva para atordoar, um spray de pimenta, um sinalizador brilhante ou um sinal de socorro.

Investigadores vasculharam a residência de Kazantsev e investigaram relatos de sua potencial ideologia neofascista e nazista após relatos de que ele estava envolvido em uma organização ou grupo neofascista. Descobriu-se que as armas usadas eram duas "pistolas traumáticas", uma forma de arma de fogo não letal usada pela polícia que havia sido convertida para munição real e obtida ilegalmente.

## Responsável
De acordo com o Comitê de Investigação, o atirador foi Artyom Kazantsev, nascido em 1988, natural de Ijevsk e ex-aluno da escola. Foi relatado que ele estava vestindo uma camiseta com símbolos nazistas e uma balaclava. Segundo o governador da Udmúrtia Aleksandr Brechalov, o agressor foi registrado em um dispensário psiconeurológico com diagnóstico de esquizofrenia.

## Reações
O secretário de imprensa do Kremlin, Dmitry Peskov, disse que Vladimir Putin "lamentou profundamente" as mortes. O ataque foi descrito como "um ato terrorista de uma pessoa que aparentemente pertence a uma organização ou grupo neofascista".
O governador regional, Aleksander Brechalov, declarou três dias de luto após o ataque.